# Bitva u Soběslavi
Bitva u Soběslavi byla válečným střetem mezi českými katolickými šlechtici tzv. Zelenohorské jednoty vedené Zdeňkem Konopišťským ze Šternberka s oddíly rožmberského vojska Jana II. z Rožmberka, který se od jednoty oddělil a začal podporovat zvoleného českého krále Jiřího z Poděbrad během politických a náboženských sporů v českých zemích. Odehrála se 3. nebo 4. července 1467 nedaleko města Soběslavi a hradu Choustník v jižních Čechách a skončila porážkou a ústupem rožmberského vojska, což následně vedlo k opětovnému příklonu rodu ke katolické opozici vůči Poděbradovi.

## Pozadí
Dne 23. prosince 1466 prohlásil papež Pavel II. českým zemským sněmem zvoleného českého krále Jiřího z Poděbrad jako kacíře za sesazeného z trůnu a vyhlásil proti kališnickým Čechám křížovou výpravu. Roku 1467 papež potvrdil za vůdce katolíků Zdeňka ze Šternberka, předáka Zelenohorské jednoty, založené na hradě Zelená hora koncem roku 1465 a tvořenou celkem 16 katolickými šlechtici vesměs z jižních a západních Čech, ke kterým se přidala také města Plzeň, Brno, Jihlava a Znojmo. Stejně tak měla Zelenohorská jednota velkou podporu ve Slezsku, kde se mohla mj. opřít o vratislavského biskupa Jošta II. z Rožmberka, který byl zarytým odpůrcem kališnictví. Útočná výprava poděbradské strany do Slezska, kterou roku 1466 vedl Ctibor Tovačovský z Cimburka, skončila nezdarem, roku 1467 se sem však vypravila vojska znovu pod vedením jeho a králova syna Viktorína z Poděbrad, která porazila síly Zelenohorské jednoty v červnových bitvách u Pačkova a u Frankenštejnu.  
Jedním z 16 zakládajících členů Zelenohorské jednoty byl rovněž Jan II. z Rožmberka, zvaný Pokojný, který roku 1457 převzal po svém zemřelém bratrovi Jindřichovi vládu nad rožmberskými statky, když byl jejich otec Oldřich II. z Rožmberka ještě naživu. Ten byl roku 1449 zakladatelem a vůdcem rovněž katolické tzv. Strakonické jednoty, poražené královskou Poděbradskou jednotou v bitvě u Rokycan v červnu roku 1450, a v tu dobu se již nezajímal o veřejný život. Jan se s otcem přesto neshodl na volbě českého krále a velmi ho ranil, když se přidal na stranu Jiřího z Poděbrad, hlavního věřitele svého otce a odmítal se tak se svými vojáky účastnit bojům proti králi. Následně byl uvržen do klatby[nepřesný odkaz] a k Soběslavi a Rožmberkově nedalekému sídelnímu hradu Choustník se začala chystat vojenská výprava Zelenohorské jednoty pod vedením Zdeňka Konopišťského ze Šternberka. Z toho důvodu nechal Jan narychlo opravit a zdokonalit soběslavské městské hradby, poničené při husitských útocích na město v průběhu husitských válek v letech 1421 a 1435. 

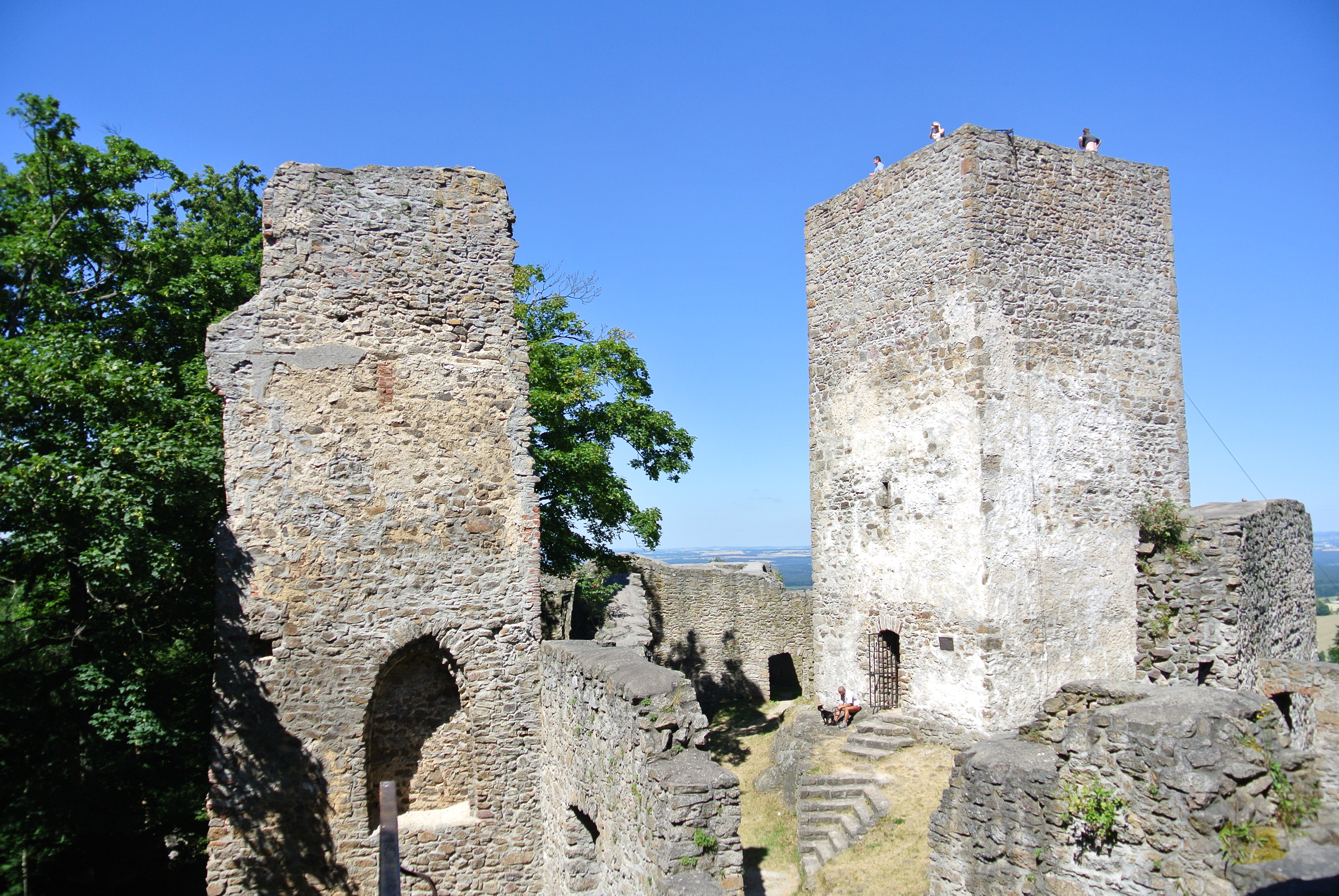
Pozůstatky hradu Choustník nedaleko Soběslavi

## Bitva
O bitvě samotné se dochovalo jen velmi málo informací, mj. v soběslavských městských kronikách. S jistotou se tak dá říci asi jen to, že se bitva mezi vojskem Jana II. z Rožmberka a vojskem Zelenohorské jednoty vedené Zdeňkem ze Šternberka udála jakožto polní střet poblíž Soběslavi 3. nebo 4. července 1467 a Janovo vojsko v ní bylo poraženo. Lze předpokládat, že se střet udál v oblasti severovýchodně od Soběslavi, tedy ve směru k hradu Choustník, za předpokladu, že s oběma pevnostmi Jan z Rožmberka počítal jako s opěrnými body. Poražené vojsko údajně utrpělo těžké ztráty a po střetu se zřejmě stáhlo do Soběslavi či na Choustník.
Střetu této velikosti se v dobovém kontextu mohlo celkově účastnit několik set, maximálně několik tisíc bojovníků.   

## Hodnocení bitvy
Z hlediska dobového kontextu se jednalo o menší a méně významné střetnutí konfliktu kališnictví reprezentující moci Jiřího z Poděbrad s katolickým svazem Zelenohorské jednoty. Jan z Rožmberka byl na základě bitvy přinucen vzdát se vlastnictví Soběslavi a hradu Choustník. Stejně tak tato politická prohra znamenala značné oslabení moci rodu Rožmberků jakožto dynastie dominující jihočeskému šlechtickému prostředí. Jan zemřel roku 1472, roku 1481 pak jeho syn Vok II. z Rožmberka Soběslav a Choustník ze zástavy vykoupil zpět.
Vojska Jiřího z Poděbrad jinak silám Zelenohorské jednoty poměrně úspěšně čelila, stejně jako výpadům křižáckých vojsk z německých zemí, mj. poražených v bitvách u Nýrska či u Turnova. V březnu roku 1468 zatím zahájil přímý boj vykonavatel papežské klatby uherský král Matyáš Korvín, ke kterému se po vojenských neúspěších uchýlil Zdeněk ze Šternberka. To bylo začátkem tzv. česko-uherských válek. Korvín vpadl na Moravu a postupně likvidoval zdejší pozice podporovatelů Jiřího z Poděbrad a díky vítězství v bitvě u Zvole 1. října 1468 pak získal dlouhotrvající převahu. Pokus o vpád jeho vojska od Brna směrem do Čech byl v únoru 1469 zmařen při jeho obklíčení u Vilémova. Po dohodě s Jiřím z Poděbrad se vrátil zpět na Moravu se slibem, že se ambicí v Čechách vzdá, který však nedodržel a 3. května 1469 se v Olomouci nechal zvolit českými a moravskými katolickými stavy českým králem a střety česko-uherské války pak v dílčí míře probíhaly až do smrti Matyáše Korvína smrti roku 1490. Jednota zelenohorská byla pak oficiálně rozpuštěna roku 1471.